# Piaśniki
Piaśniki – dzielnica Świętochłowic, od północy graniczy z Chropaczowem, od zachodu z Lipinami, od południa z Centrum, a od wschodu z Chorzowem.

## Historia dzielnicy

### Założenie dzielnicy
Tereny obecnej dzielnicy Piaśniki nie stanowiły w przeszłości odrębnej jednostki osadniczej, a na początku XIX wieku były dużą enklawą leśną, z polami uprawnymi, łąkami, stawami. Rozwój tej dzielnicy rozpoczął się od wybudowania pałacu dla dyrekcji kopalń i hut Donnersmarcków w 1859 wraz z okolicznym parkiem. W następnych latach budowano w pobliżu domy dla robotników. W 1865 wzniesiono szpital dla spółki. Pierwotnie kolonia nosiła nazwę kolonia Świętochłowice. W 1874 pierwszy raz pojawiła się na mapie nazwa Colonie Piasniki. W 1890 kolonia liczyła 15 domów. Piaśniki od 1879 wchodziły w skład Lipin.

### Wiek XX

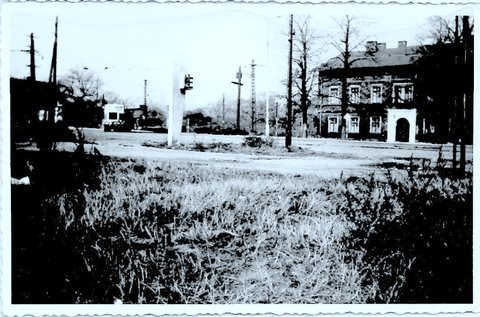
Piaśniki w 1970 roku, skrzyżowanie ulic Bytomskiej i Chorzowskiej

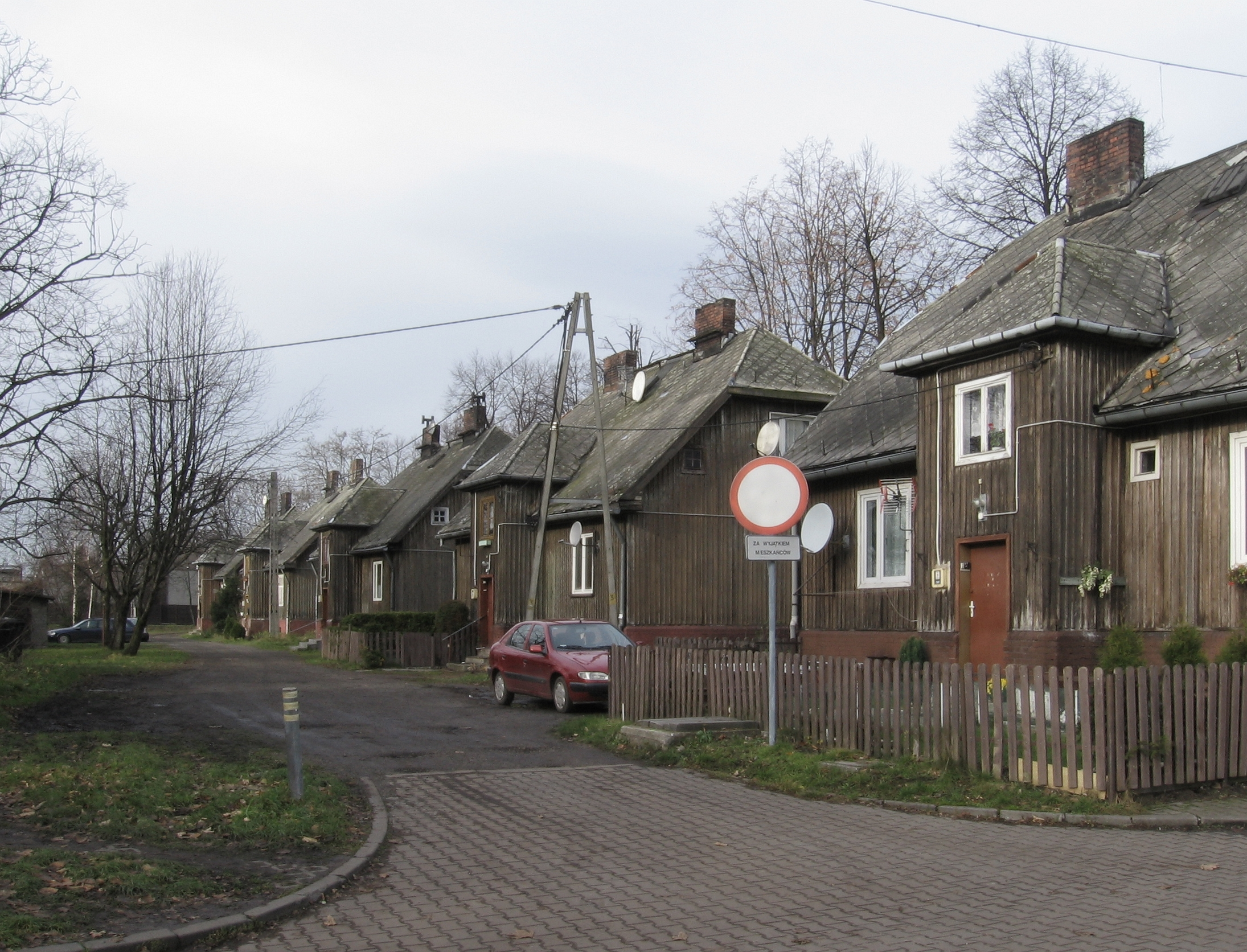
Pięć ocalałych domów przy ulicy Chorzowskiej w Piaśnikach w 2017 roku, wybudowanych około 1930 roku dla pracowników kopalni węgla kamiennego Matylda w Świętochłowicach

Rozwój górnictwa na terytorium dzielnicy doprowadził do konieczności rozwoju zabudowy mieszkaniowej. Na te cele zaadaptowano kompleks dawnego szybu Matylda Wschód, a w 1934 dawną cechownię, wagę i łaźnię. W 1906 oddano do użytku nowy szpital, który był bardzo okazałym ceglanym gmachem z centralnym, niewielkim ryzalitem zwieńczonym stromym dwuspadowym dachem. Szpital łącznie mógł pomieścić 75 pacjentów. Przy szpitalu postawiono także kaplicę, która stała się pierwszym obiektem sakralnym w Piaśnikach.
Po I wojnie światowej wzmogły się niepokoje, związane z docelowym przyłączeniem tych terenów do Niemiec lub Polski. U schyłku 1918 strajkowały zakłady cynkowe Huta Silesia i kopalnia Matylda. Latem 1919 zaczęto tworzyć tajne siły zbrojne w postaci POW Górnego Śląska. Augustyn Jancik wraz ze swą grupą wdarł się do wartowni Grenzschutzu i zdobył 7 karabinów, amunicję i granaty ręczne. W czasie I powstania śląskiego pomiędzy Piaśnikami i Lipinami miały miejsce silne walki pomiędzy powstańcami i Niemcami. Odbyły się nieudane akcje zdobycia broni oraz piaśnickiego zamku. Właśnie w tym zamku byli torturowani, a później zabici powstańcy. Podczas II powstania śląskiego Piaśniki opanowali miejscowi peowiacy 23 sierpnia 1920 roku. Większe walki nie miały tu jednak miejsca. 20 marca 1921 odbył się plebiscyt. Mieszkańcy Piaśnik głosowali w swojej gminie, czyli w Lipinach. Za Polską opowiedziało się 56,4% głosujących, za Niemcami reszta. W maju tego samego roku wybuchło III powstanie śląskie. Piaśniki zajęto bez walki 3 maja i utrzymano do końca insurekcji w rękach polskich. Ku czci powstańców, którzy zginęli w walkach, postawiono w 1937 roku pomnik w parku, jednak przetrwał on tylko do wojny. Po wojnie, w latach 70., pomnik odtworzono.

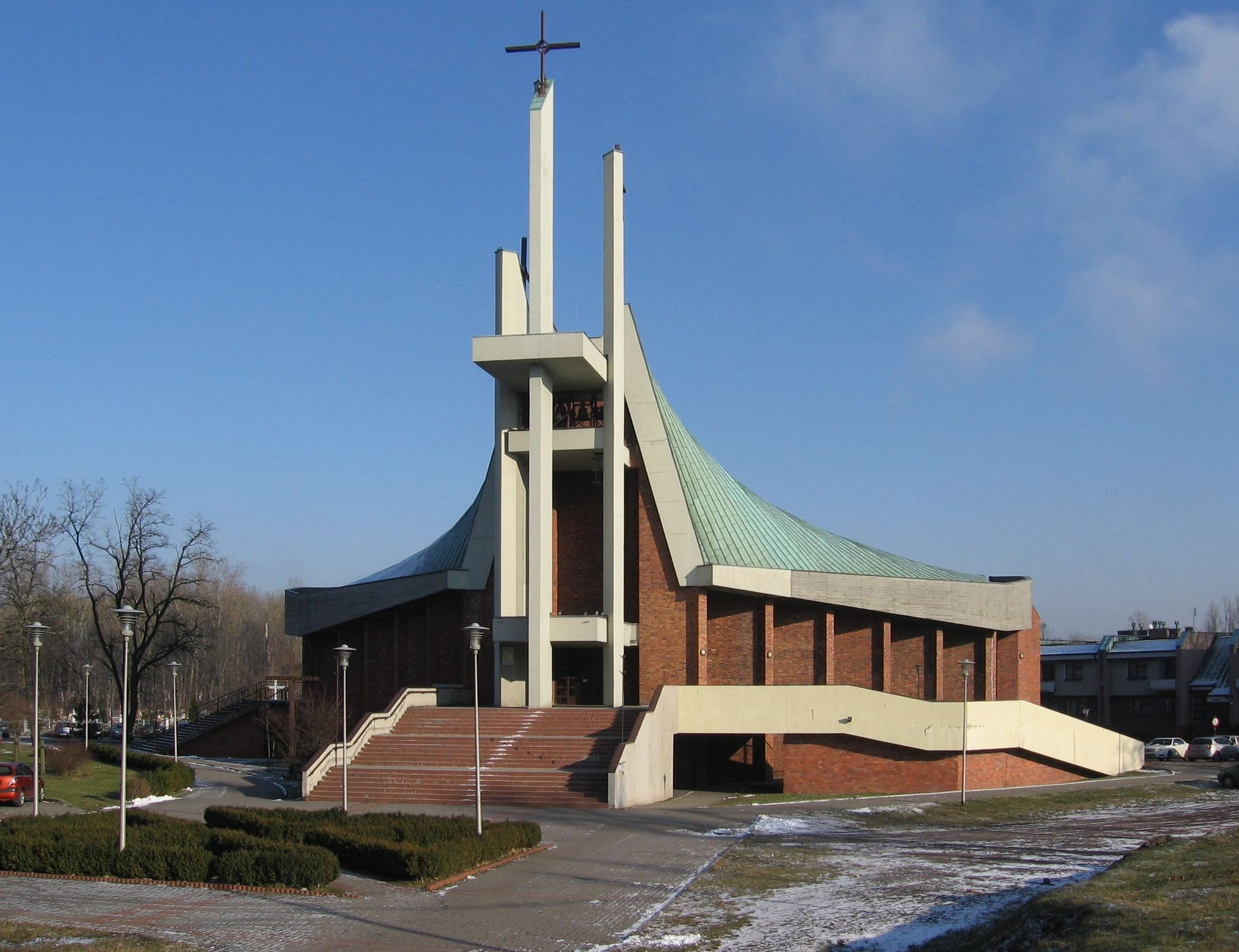
Kościół pw. Najświętszego Serca Pana Jezusa w Piaśnikach w 2010 roku

W czerwcu 1922 r. oczekując na wkroczenie wojsk polskich mieszkańcy zbudowali od Piaśnik po rynek w Lipinach cztery bramy triumfalne. W okresie międzywojennym w tej dzielnicy powstały jednokondygnacyjne domki, które istnieją do dzisiaj, zwane jako domki fińskie. 1 lipca 1938 oddano do użytku kościół z zaadaptowanej sali tanecznej Nawrat jako stacja duszpasterska o nazwie: Lokalia Najsłodszego Serca Pana Jezusa w Szarlocińcu-Piaśnikach. Przed wojną wybudowano w parku schron.
W nocy z 29 na 30 sierpnia 1939 roku doszło do walk na odcinku granicznym w okolicach Chropaczowa między obrońcami Świętochłowic a Freikorpsem. Po rozpoczęciu wojny miały mniejsze lub większe potyczki. W nocy z 2 na 3 września obrońcy z Lipin wycofali się do Piaśnik i przyłączyli do oddziałów z Chorzowa i Katowic. Około 24.00 doszło do wymiany ognia. 3 września Piaśniki były już okupowane przez niemieckie wojsko. W styczniu 1945 r., gdy wojska sowieckie zbliżały się do Lipin, między Piaśnikami a Świętochłowicami Wehrmacht zorganizował linię obrony, mającą powstrzymać ofensywę radziecką. 28 stycznia oddziały radzieckie pod dowództwem płk. Seredina wkroczyły do miasta od strony Zabrza.

### Dzielnica Świętochłowic
W 1951 Piaśniki wraz z Lipinami znalazły się w obrębie miasta Świętochłowice. W latach 70. następowała bardzo intensywna zabudowa dzielnicy. W 1979 oddano do użytku nową szkołę wraz z krytym basenem. W następnych latach tj. w 1980 rozbudowano szpital, a w 1990 oddano do użytku kościół Najświętszego Serca Pana Jezusa. Na obrzeżach znajduje się Ośrodek Sportu i Rekreacji Skałka. 
W grudniu 1997 Rada Miejska Świętochłowic podjęła uchwałę w sprawie nadania, zmiany i zniesienia nazw dzielnic, osiedli, placów i parków. Wtedy to Piaśniki zyskały rangę samodzielnej dzielnicy.

## Komunikacja
Przez Piaśniki przebiegają dwie główne drogi biegnące przez całe miasto, a są to ulica Chorzowska, biegnąca ze wschodu na zachód i ulica Bytomska, z północy na południe. Południową granicę dzielnicy stanowi także DTŚ.
Sieć komunikacji miejskiej jest prowadzona przez Zarząd Transportu Metropolitalnego, czyli linie tramwajowe: 6, 7, 9, 10 i 17 oraz autobusowe: M1, 102, 201 i 840.

### Historia
W 1818 rozpoczęto budowę pierwszej na Górnym Śląsku bitej drogi. Miała ona łączyć Gliwice z Królewską Hutą i prowadzić m.in. przez Piaśniki i Lipiny. Inicjatorem budowy był Zarząd Huty Królewskiej. Drogę ukończono w 1826 i nazwano Kronprinzenstrasse, czyli Drogą Następcy Tronu na cześć Fryderyka Wilhelma IV. Później ulica nosiła nazwę także Lenina (do 1990). Pierwsza linia tramwajowa, tzw. wąskotorowa kolejka uliczna, o napędzie parowym została uruchomiona 30 grudnia 1894. W 1900 roku uruchomiono drugą linię tramwajową, tym razem elektryczną.